# بستی ون فورستنبرگ
بستی ون فورستنبرگ (انگلیسی: Betsy von Furstenberg; ۱۶ اوت ۱۹۳۱ – ۲۱ آوریل ۲۰۱۵) بازیگر اهل ایالات متحده آمریکا بود.